# Nikolái Kuimov
Nikolái Dimitriyevich Kuimov (en ruso: Николай Дмитриевич Куимов; Podolsk, 16 de diciembre de 1957-Kúbinka, 17 de agosto de 2021) fue un piloto de pruebas ruso y Héroe de la Federación de Rusia.
Kuimov estudió como piloto antes de especializarse en tareas de piloto de pruebas, y después de un período en el Centro Estatal de Pruebas de Vuelo de Chkalov se unió a la Oficina de Diseño Iliushin. Se convirtió en el piloto de pruebas principal de Iliushin, probando muchos de sus nuevos diseños, incluidos el Il-76, Il-86, Il-96, Il-114 e Il-103. Realizó muchos de los primeros vuelos de nuevos diseños de aviones y los exhibió en exhibiciones aéreas internacionales. Además de la concesión de los títulos de Héroe de la Federación de Rusia y de Piloto Militar Honorable de la Federación de Rusia, antes de su muerte en 2021 cuando el Il-112V que volaba se estrelló cerca de la pista de aterrizaje en el aeródromo de Kubinka.

## Biografía
Nikolái Kuimov nació el 16 de diciembre de 1957 en Podolsk, óblast de Moscú, entonces parte de la RSFS de Rusia, en la Unión Soviética. Fue reclutado por el ejército soviético en 1975 y estudió en la Escuela Superior de Pilotos de Aviación Militar de Tambov, donde se graduó en 1979. Sirvió en unidades de combate de la Fuerza Aérea Soviética, siendo desplegado en la base aérea de Vladimirovka en el Óblast de Astracán. Comenzó como copiloto y se convirtió en comandante de escuadrón, pilotando el Túpolev Tu-16.
En 1981, a petición del Centro Estatal de Pruebas de Vuelo de Chkalov, se inscribió en el tercer año de las clases nocturnas de «despegue» del Instituto de Aviación de Moscú, y se graduó en 1985 con un título en ingeniería aeronáutica y la calificación de «Ingeniero mecánico». Entre 1987 y 1989 Kuimov se sometió a más formación en el Centro de Formación de Pilotos de Pruebas del Instituto de Investigación de la Fuerza Aérea en Ajtúbinsk, donde participó en las pruebas del An-72, An-124 y el Il-80. Luego fue contratado por el Centro Estatal de Pruebas de Vuelo de Chkalov como piloto de pruebas sénior entre 1989 y 1994. En 1994 se unió a la Oficina de Diseño Iliushin como piloto de pruebas y participó en numerosos vuelos de prueba para probar sus nuevos diseños, incluidos el Il-76, Il-86, Il-96, Il-114 e Il-103.

## Experimentos
Kuimov experimentó varias primicias durante su tiempo como piloto de pruebas, así como varios accidentes e incidentes. Mientras probaba la versión de transporte Il-76MF en 2000, la cabina del avión se cargó con placas pesadas. A 11.000 pies, una placa se soltó, atravesó la cabina y cortó el cableado. El avión comenzó a despresurizarse, pero Kuimov y su tripulación pudieron aterrizar el avión. En 2003 realizó vuelos de prueba del Il-86 y realizó el primer vuelo del Il-96-300-PU, una variante especial para su uso como avión presidencial ruso. Kuimov pasó a realizar todo el programa de vuelo de prueba del Il-96-300-PU. También llevó a cabo el programa de vuelo de prueba del Il-96-300, incluido el primer aterrizaje automático del avión en 2004. Otros logros incluyeron disparar misiles a objetivos marítimos desde el Il-38 en 2005, y el primer vuelo del Il-76MD -90 prototipo ese mismo año. Luego realizó los primeros vuelos de otros desarrollos de Iliushin, incluido el Il-96-400TD en 2007 y el IL-76MF en 2010. El 30 de marzo de 2019 pilotó el primer vuelo del Il-112V, calificando al avión de «excelente». También realizó el primer vuelo del Il-114-300 el 16 de diciembre de 2020.

## Muerte
Kuimov murió el 17 de agosto de 2021 cuando el prototipo del Il-112V que volaba se estrelló a dos kilómetros de la pista en el aeródromo de Kubinka a las 11:18 hora de Moscú. Los informes preliminares indican que el motor derecho se había incendiado antes del accidente. La tripulación de tres; Kuimov, el piloto de pruebas Dmitri Komarov y el ingeniero de vuelo Nikolói Jludeyev, murieron.